# Aydius
Aydius – miejscowość i gmina we Francji, w regionie Nowa Akwitania, w departamencie Pireneje Atlantyckie.
Według danych na rok 1990 gminę zamieszkiwały 74 osoby, a gęstość zaludnienia wynosiła 2 osób/km² (wśród 2290 gmin Akwitanii Aydius plasuje się na 1101. miejscu pod względem liczby ludności, natomiast pod względem powierzchni na miejscu 204.).